# NGC 541
NGC 541 é uma galáxia elíptica (E-S0) localizada na direcção da constelação de Cetus. Possui uma declinação de -01° 22' 46" e uma ascensão recta de 1 horas, 25 minutos e 44,3 segundos.
A galáxia NGC 541 foi descoberta em 30 de Outubro de 1864 por Heinrich Louis d'Arrest.